# Първа англо-бурска война
Първата англо-бурска война (на африкаанс: Eerste Vryheidsoorlog, буквално „Първата освободителна война“) се води от 16 декември 1880 до 23 март 1881 г. между Великобритания (Британската империя) и Трансваал (Южноафриканската република). Британците губят войната, а Трансваал, населяван главно с бури (бели заселници - основно от холандски произход - предходници на по-късните бели южноафриканци), отново получава своята независимост.

## Предистория
Индустриалната революция променя много във Великобритания. Неин резултат е и нуждата от добиване на повече суровини за производство, което се постига основно с придобиване на на контрол над нови територии и нови пътни артерии. Една от най-примамливите в това отношение е зоната на Индийския океан.
В началото на  19. век, с разгрома на Френската империя, Великобритания получава надмощие в колониалните борби. В региона на Южна Африка по това време съществуват, както непревзети от европейците територии на местното население (зулу и койкой), така и повече или по-малко независими колонии, сред които се открояват тези на бурите, които образуват няколко местни републики. Сред тях са и създадените около 1852-1854 г. Трансваал и Орания (Оранжева свободна държава), станали основен прицел на британската експанзия, след като по тези места са са открити диамантени залежи (през 1867 г., близо до реката Ваал). На бурите е предложено създаване на федерация от британски и бурски територии. След отказа, Великобритания започва да се готви за по-широкомащабна война с тях и скоро земите на Трасваал са анексирани (от сър Теофилус Шепстоун през 1877 г.). Паул Крюгер, трансваалския бурски президент, влиза в преговори с Великобритания, на 2 пъти посещавайки Лондон и убеждава английското правителство да отклони силите си във война със заплашващите бурите още от преди това зулуси на крал Кечуайо. В резултат избухва Англо-зулуската война, в края на която зулуската столица Улунди е превзета от британците (4 юли 1879 г.). Едва след това бурските представители отправят протести срещу анексирането на Трансваал, а на следващата година бурите се решават и на въстание, срещу Великобритания.

## Ход на войната

### Начало
Поводът за подновяването на претенциите на Трансваал за независимост е предполагаемото несправедливо отношение на британските власти към местен фермер на име Пиет Безуиденхоут и опитът им да парират по военен път подкрепата за него, оказана му от група от стотина въоръжени бури.
Първото по-значително сражение и фактическо начало на войната се явява атака от страна на бурите край Потчефструм (16 декември 1880 г.), последвана от нападение от тяхна страна на британския 94-ти пехотен полк близо до Бронкхорстпруит (на 20 декември), завършило катастрофално за него, а за бурите - с минимални жертви. 

### Обсаждане на британците
Британците имат 6 укрепления в Трансваал – Линденбург, Вакерструм, Страндертон, Марабастад, Потчефструм, Рустенбург с общо около 2000 души, а в 1 от тях има само петдесетина. Бурите ги обсаждат всичките от 22 декември 1880 до 6 януари 1881 г. На 24 януари, след неуспешен ултиматум, британският генерал-майор Джордж Померой Коли потегля с група от 1200 души от Нюкасъл към прохода Лайнгснек на север с цел да достигне най-близките обсадени укрепления – Вакерструм и Стандертон - за да подпомогне обсадените.

### Основни битки
След като на няколко пъти е отблъснат от бурите, на 28 януари Коли се опитва да си пробие път през бурската блокада на прохода Лайнгснек. Бурите там са към 2000 души, от които около 400 - в укрепени позиции и командвани от комендант-генерал Пиет Йоберт. Към 9:30 сутринта британците подхващат нападение с артилерийски залп по връх Тейбъл Хил. Главните части се опитват да превземат върха, но трудно се придвижват по терена. Недалеч от тях, кавалерийската част напада Браунуолс Коп, но след като го превземат са поставени под обстрела на окопалите се бури и впоследствие се изтеглят, както и междувременно завзелите Тейбъл хил пехотинци. През това време част от бурите започват настъпление и нападат британската артилерия, обаче са обстрелвани и принудени да спрат. Докъм обяд битката е приключила. Жертвите сред британците са 113 ранени, 84 загинали и 2 пленени, сред бурите - 27 ранени и 14 загинали. Британците губят и няколко от командващите офицери – майор Пул, лейтенанти Долфин, Елуес, Инман.
От своя страна, бурите нападат комуникацията на Коли с Нюкасъл. В опит да подсигури снабдяването до своите части, той решава да прочисти пътя Нюкасъл – Маунт-Проспект от противникови части. Така се стига до битката, известна като Битката при Шуинсхугте или Битката при Ингого. В 9 сутринта на 8 февруари 1881 г., Коли потегля с част от хората си (240 пехотинци, 38 кавалеристи и 2 оръдия), към реката Ингого. Бурски кавалеристи се опитват да ги обградят, в отговор британците образуват кръгова отбранителна формация. До към 5 следобед има няколко малки сражения отдалеч, в които бурите имат успех, заради маскировката и точността си. Започва порой и коритото на реката се напълва. Отстъплението на британците е затруднено и бурите имат надежда да продължат битката на следващия ден, но британците все пак се измъкват с цената на неколцина удавени. На другия ден се връщат и без пречки от страна на бурите погребват загиналите си. Британските жертви са 69 убити и 68 ранени, т.е. 1/2 от хората, които потеглят от лагера за да предпазят конвоя; 8 от бурите загиват.
На 14 февруари  военните действия спират, има и предложения за мир, но Паул Кругер се бави с решението си и Коли настъпва отново - към Маджуба хил, на 27 февруари 1881 г. Поставя войниците си, 405 пехотинци, там през нощта, но неукрепени, защото не очаква контраатака. Всъщност бурският предводител Николас Смит потегля с поне 450 души към позициите му. Хората на Смит не се ориентират добре и когато срещат съпротива се паникьосват, но все пак 3 от техните отряди (100 – 200 души общо) продължават да пълзят нагоре, използвайки тактика на настъпление при помощен огън - от бури, превзели могилата Гордънс нол. Британските войници също се изплашват и на свой ред част от тях отстъпват, след като - обстрелвани отдалеч и от невидим враг - те не получават указания от командването си, как да отбият атаките. По-късно, под угрозата от пълно обкръжение, голяма част от британската войска се разбягва. Коли се опитва да реорганизира хората си, но е е убит от бурите. Британците губят 285 души. Впоследствие британските пленници на победилите бури свидетелстват, че много от тях са били неопитни местни младежи.

## Край и резултати
На 6 март се сключва примирие, а Преторският конвент (мирният договор) е подписан на 23 март 1881 г. Бурите получават фактически суверенитет, макар и официално оставайки поданици на кралица Виктория.